# Diadelia x-brunnea
Diadelia x-brunnea là một loài bọ cánh cứng trong họ Cerambycidae.